# Phường 2, Bình Thạnh
Phường 2 là một phường thuộc quận Bình Thạnh, Thành phố Hồ Chí Minh, Việt Nam.
Phường 2 có diện tích 0,32 km², dân số năm 2021 là 15.874 người,  mật độ dân số đạt 49.606 người/km².